# Túnel verde
Túnel verde é toda via de importância turística e paisagística dotada de árvores em suas margens, as quais suas copas se unem formando uma cobertura vegetal. Podem surgir de maneira espontânea ou planejada como forma de arborizar avenidas ou rodovias.